# Rideau Hall
Rideau Hall ist die offizielle Residenz des Königs von Kanada (das heißt des Monarchen) und des Generalgouverneurs von Kanada als des jeweiligen Stellvertreters im Lande.
Das Gelände liegt am Sussex Drive (Hausnummer 1) in Ottawa und umfasst 32 Hektar Land. Es wurde 1838 von dem schottischen Architekten Thomas MacKay errichtet und bis 1855 von ihm selbst und seiner Familie bewohnt.
Als Königin Victoria Ottawa 1866 zur neuen Hauptstadt Kanadas ernannte, wurde das Haus Residenz des ersten Generalgouverneurs, Charles Stanley Monck. Es wurde seither mehrere Male erweitert, 1872 um einen Tennisplatz, eine Schlittschuh- und eine Rodelbahn.
Am Haupteingang, der 1913 fertiggestellt wurde, sind alle Wappen der Gouverneure von Kanada dargestellt, beginnend mit Samuel de Champlain, dem ersten Gouverneur von Neufrankreich. Im Tent Room hängen die Porträts der britischen Generalgouverneure, im Reception Room die Porträts der in Kanada geborenen Generalgouverneure, beginnend mit Vincent Massey. Im Drawing Room sieht man die Porträts der Ehefrauen der Generalgouverneure. Die Berufungen zum Order of Canada werden normalerweise im Ballroom abgehalten, manchmal auch im Reception Room. Der Premierminister und die Kabinettsmitglieder leisten ihre Amtseide ebenfalls im Ballroom. Auch diplomatische Empfänge werden hier veranstaltet.
Während viele Räume im viktorianischen oder orientalischen Stil eingerichtet sind, ist der Canadian Room der kanadischen Kunst und Kultur gewidmet. In einem Gewächshaus und einem Blumengarten, in dem auch viele kanadische Symbole, wie etwa ein Totempfahl aus British Columbia, zu finden sind, werden Blumen für die Rideau Hall und andere Regierungsgebäude in Ottawa gezüchtet.
Seit dem Jahr 1977 haben das Gebäude und das umgebende Gelände den Status einer National Historic Site.
Der Generalgouverneur David Johnston gründete in seiner Amtszeit von 2010 bis 2017 die Stiftung Rideau Hall (Rideau Hall Foundation, RHF), welche die Ziele hat, künftige politische Führer heranzuziehen, die allgemeine Bildung, das Stiftungswesen im Besonderen und eine umfassende Erneuerung Kanadas zu fördern. Die Stiftung dient zugleich als ein Dach für mehrere selbständige Teilstiftungen, zum Beispiel den Arctic-Inspiration-Preis, der sich der Förderung des Lebens im hohen Norden verschrieben hat. Justin Trudeau förderte RHF 2017 durch eine staatliche Zuwendung von 3 Mio. Can$.